# 李福 (和王)
李福（?—?），唐朝皇子，是唐昭宗之子，生母不详。
《新唐书》中排序第十三位，在昭宗第十二子李祥后三位。天祐元年（904年）二月廿九日，李福被他父亲唐昭宗封为和王。其后事迹不详。
　　